# Сен-Серг (Швейцария)
Сен-Серг (фр. Saint-Cergue) — коммуна в округе Ньон в кантоне Во в Швейцарии.
Расположена между горами Юра и Женевским озером, на французско-швейцарской границе. К юго-востоку находится Ньон и Глан, к востоку — Женолье и Бассен, к северо-востоку — Сен-Жорж, к северо-западу — французская коммуна Ле-Рус, к югу — Красье, Версуа и Женева.

## История
Впервые упоминается в 1110 году как Sancti Cyrici.
По договору 1862 года между Францией и Швейцарией через деревню Ля-Кюр прошла граница. Прямо на границе в Ля-Кур находится гостиница «Арбез».

## Транспорт
Через коммуну и перевал Живрин в горах Юра на французско-швейцарской границе проходит узкоколейная железная дорога Ньон — Сен-Серг — Море.